# 清水賢亮
清水 賢亮（しみず けんすけ、1999年7月7日 - ）は、日本の男子レスリンググレコローマン選手。北海道出身。階級は60g級と63㎏級。身長167cm。叔父は長野オリンピックスピードスケート500m金メダリストの清水宏保。

## 来歴
帯広北高校1年の時にJOC杯カデットの部42㎏級で優勝するも、世界カデット選手権では5位だった。3年の時にはJOCジュニアオリンピックカップの50㎏級で優勝すると、世界ジュニア選手権でも3位に入った。2018年には拓殖大学へ進学すると、2年の時には全日本選手権の60㎏級で3位になった。3年の時には全日本大学グレコローマン選手権で優勝すると、全日本選手権では63㎏級に階級を上げて優勝を飾った。4年の時には世界選手権代表決定プレーオフに勝利して、代表に選ばれた。世界選手権では準々決勝でジョージアの選手に4－5で敗れるも、その後の敗者復活戦を勝ち上がって3位になった。全日本選手権では2連覇を果たした。

## 主な戦績
- 2015年 -　JOC杯 カデットの部　優勝(42㎏級)
- 2015年 -　世界カデット選手権　5位(42㎏級)
- 2017年 -　JOCジュニアオリンピックカップ　優勝(50㎏級)
- 2017年 -　世界ジュニア選手権　3位(50㎏級)

60㎏級での戦績
- 2019年 -　全日本学生選手権　3位
- 2019年 -　全日本大学グレコローマン選手権　2位
- 2019年 -　全日本選手権　3位
- 2020年 -　全日本大学グレコローマン選手権　優勝

63㎏級での戦績
- 2020年 -　全日本選手権　優勝
- 2021年 -　世界選手権　3位
- 2021年 -　全日本選手権　優勝

（出典）